# Гай Прастіна Мессалін
Гай Прастіна Мессалін (лат. Gaius Prastina Messalinus; ? — після 151) — державний та військовий діяч Римської імперії, консул 147 року.

## Життєпис
Його родина походила з якоїсь з іспанських провінцій. У 143–146 роках очолював III легіон Августа у Нумідії. У 146 році протягом нетривалого часу керував провінцією Нумідія як імператорський легат—пропретор. У 147 році став консулом разом з Луцієм Аннієм Ларгом.
У 148–151 роках як імператорський легат—пропретор керував провінцією Нижня Мезія. Подальша доля не відома.